# Kapelle zum heiligsten Herzen Jesu (Orzysz)

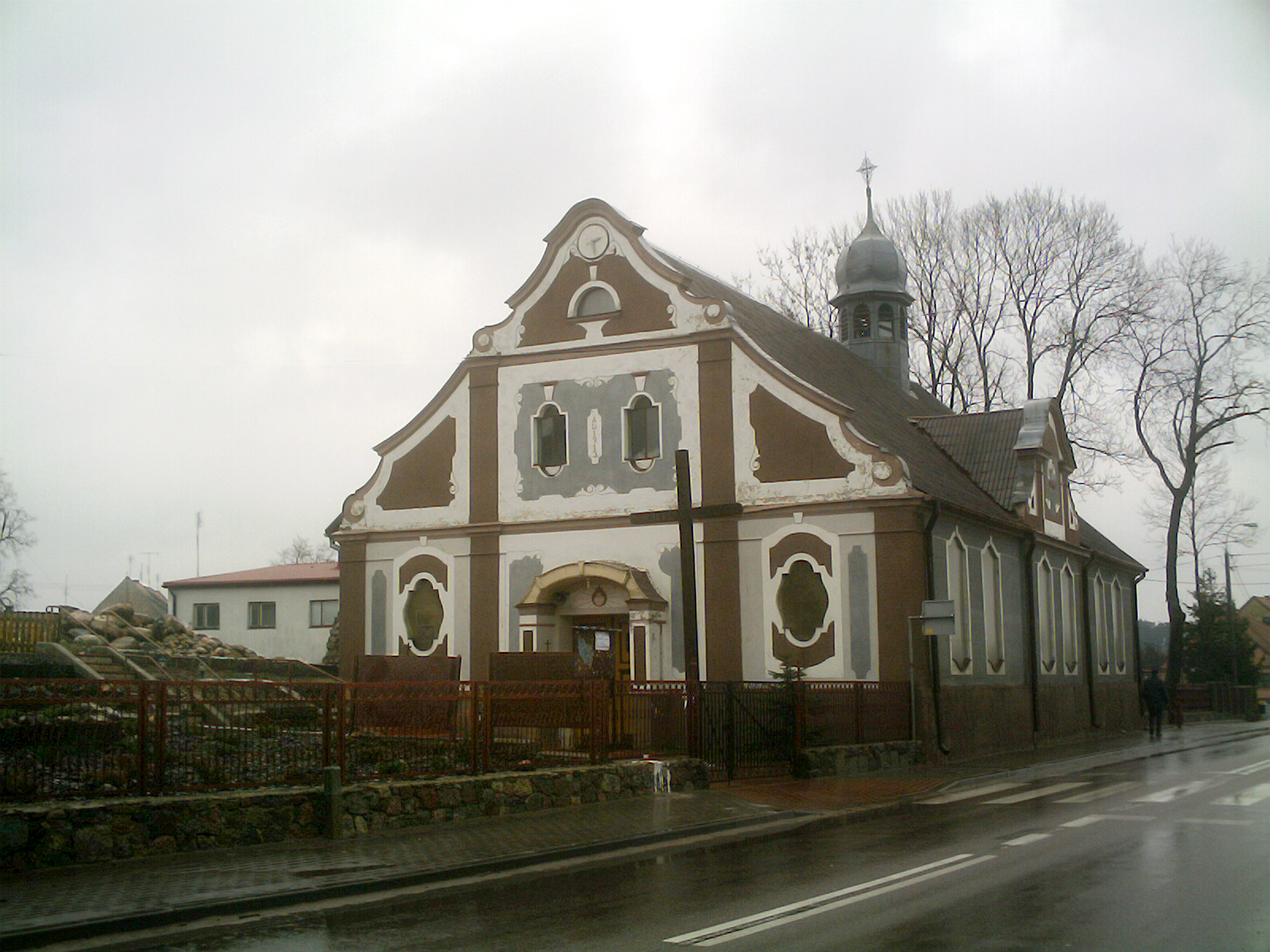
Herz-Jesu-Kapelle Orzysz

Die Kapelle zum heiligsten Herzen Jesu ist das erste katholische Gotteshaus nach der Reformation in Orzysz (Arys), einer Stadt in der polnischen Woiwodschaft Ermland-Masuren.
Nach der Säkularisation des Herzogtums Preußens im Jahr 1525 war Arys evangelisch. Erst Ende des 19. Jahrhunderts, bedingt durch den Truppenübungsplatzes Arys, gab es eine kleine katholische Minderheit. 1913 wurde die Kapelle zum heiligsten Herzen Jesu eröffnet. Sie unterstand der katholischen Kirche in Johannisburg. 1937 zählte man in Arys 151 Katholiken. Nach 1945 wurde die Marienkirche katholisch und dient heute der mehrheitlich katholisch-polnischen Bevölkerung als Pfarrkirche. Dennoch wurde und wird die Kapelle weiterhin von der katholischen Bevölkerung genutzt. Im Jahr 2010 wurde die baufällige Fassade renoviert.